# Andrei Iosivas
Andrei Iosivas (Tokyo, 15 ottobre 1999) è un giocatore di football americano statunitense di origini filippine e rumene che milita nel ruolo di wide receiver per i Cincinnati Bengals della National Football League (NFL).

## Biografia
Iosivas nacque a Tokyo, in Giappone, da madre filippina e padre rumeno. La famiglia si trasferì a Honolulu nel 2003. È in possesso della cittadinanza filippina e di quella rumena oltre che di quella statunitense, acquisita nel 2016.

## Carriera

### Cincinnati Bengals
Al college Iosivas giocò a football a Princeton, venendo inserito nella formazione ideale dell'Ivy League nell'ultima stagione. Fu scelto nel corso del sesto giro (206º assoluto) del Draft NFL 2023 dai Cincinnati Bengals. La sua prima ricezione fu per 5 yard nella settimana 5 contro gli Arizona Cardinals nella vittoria per 34–20. Nel turno successivo contro i Seattle Seahawks segnò il suo primo touchdown su un passaggio da 3 yard dal quarterback Joe Burrow nella vittoria per 17-13. Il secondo lo segnò contro i San Francisco 49ers. Nella settimana 11 non poté scendere in campo contro i Baltimore Ravens a causa di un infortunio a un ginocchio. La sua prima stagione si chiuse con 15 ricezioni per 114 yard e 4 touchdown in 16 presenze, di cui una come titolare.
Nel secondo turno della stagione 2024, Iosivas segnò due touchdown contro i Kansas City Chiefs campioni in carica.